# Mino De Rossi
Mino De Rossi (ur. 21 maja 1931 w Arquata Scrivia, zm. 7 stycznia 2022 w Genui) – włoski kolarz torowy i szosowy, mistrz olimpijski oraz dwukrotny medalista torowych mistrzostw świata.

## Kariera
Pierwszy sukces w karierze Mino De Rossi osiągnął w 1951 roku, kiedy zwyciężył w indywidualnym wyścigu na dochodzenie amatorów podczas torowych mistrzostw świata w Mediolanie. Na rozgrywanych rok później mistrzostwach świata w Paryżu De Rossi zajął w tej samej konkurencji drugie miejsce, ulegając jedynie Holendrowi Pietowi van Heusdenowi. W 1952 roku wystartował również na igrzyskach olimpijskich w Helsinkach, gdzie wspólnie z Marino Morettinim, Guido Messiną i Lorisem Campaną wywalczył złoty medal w drużynowym wyścigu na dochodzenie. Startował również w wyścigach szosowych, zajmując między innymi trzecie miejsce w klasyfikacji generalnej Giro di Lombardia w 1954 roku.